# Serge Djiéhoua
Serge Pacôme Djiéhoua (* 25. September 1983 in Abidjan) ist ein ivorischer ehemaliger Fußballspieler.

## Karriere
Djiéhoua begann seine Karriere in der Jugendmannschaft der Kaizer Chiefs. 2005 spielte er für Stella Club Adjamé seine ersten Spiele als Profifußballer. Danach folgten zwei Jahre bei den Chiefs, dort kam Djiéhoua zu wenigen Einsätzen. Er wurde darauf an Thanda Royal Zulu ausgeliehen. Nach dieser Spielzeit verließ er die Kaizer Chiefs und wechselte in die Türkei zu Antalyaspor, wechselte zur Saison 2012/13 zum Zweitligisten Boluspor und erzielte bei 31 Einsätzen sechs Treffer. Nach dem Wechsel zu AO Glyfada in Griechenland, bei dem er bei seinem einzigen Einsatz als Einwechselspieler nach acht Sekunden die rote Karte sah – einer der schnellsten Roten Karten der Fußballgeschichte – und kurzer Zeit in Tunesien spielte er von 2014 bis 2019 bei unterklassigen türkischen Vereinen. Im Herbst der Karriere ging er anschließend zum in der französischen Division d’Honneur Régionale spielenden CS Blénod und beendete dann seine Karriere.